# Kokerei Zollverein

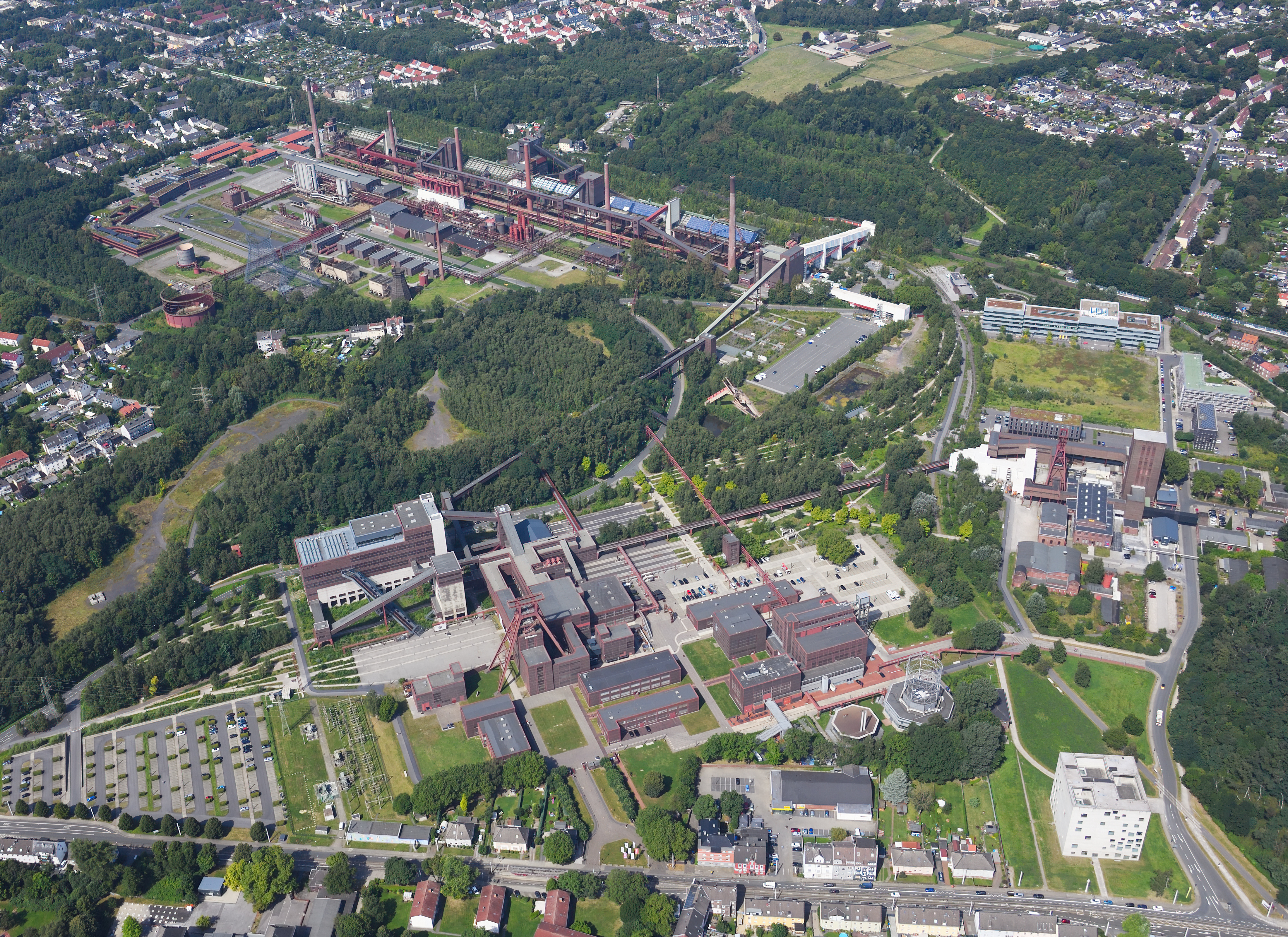
Luftbild des Industriekomplexes Zeche Zollverein mit der Kokerei Zollverein oben im Bild

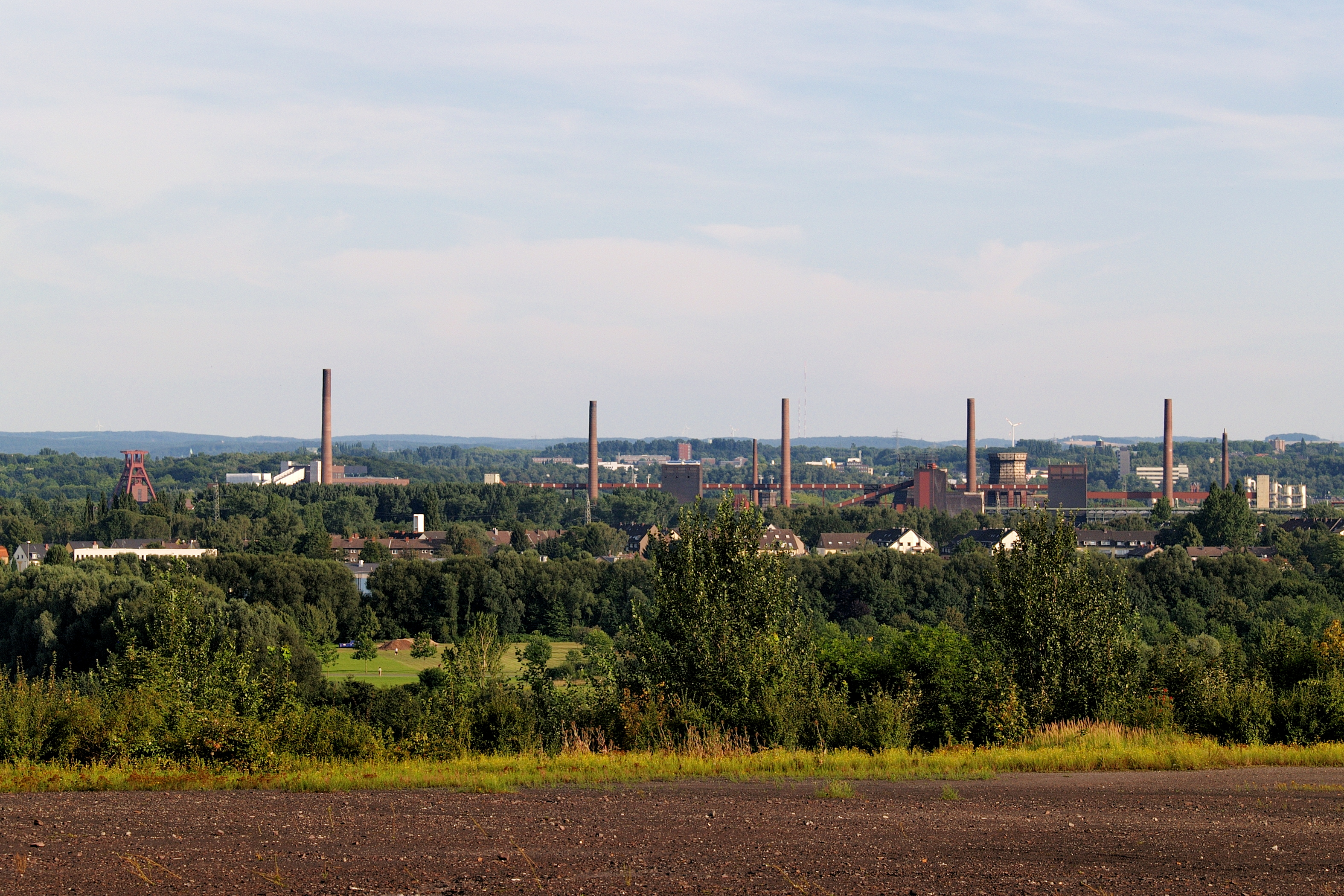
Die Kokerei von der Schurenbachhalde aus

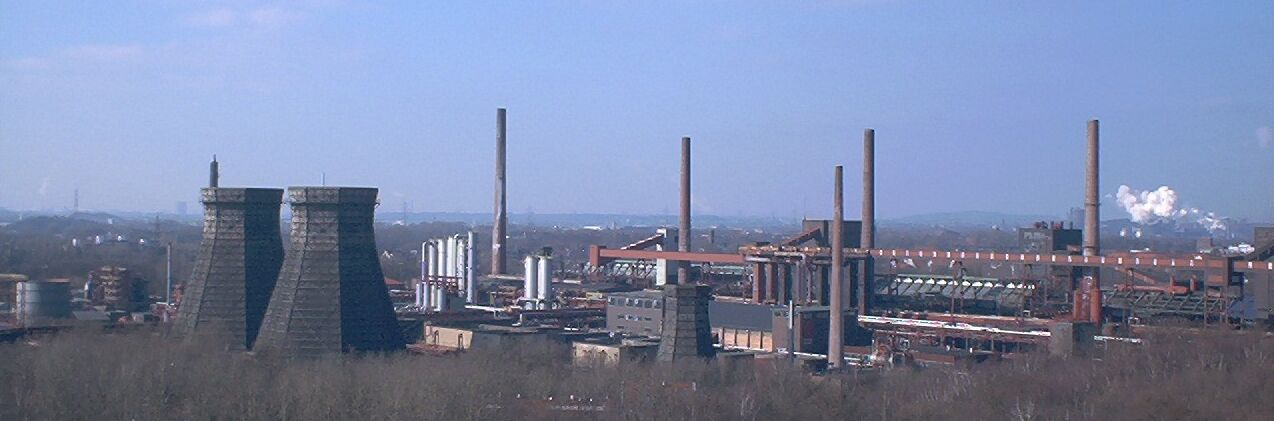
… mit Teil der „weißen“ Seite

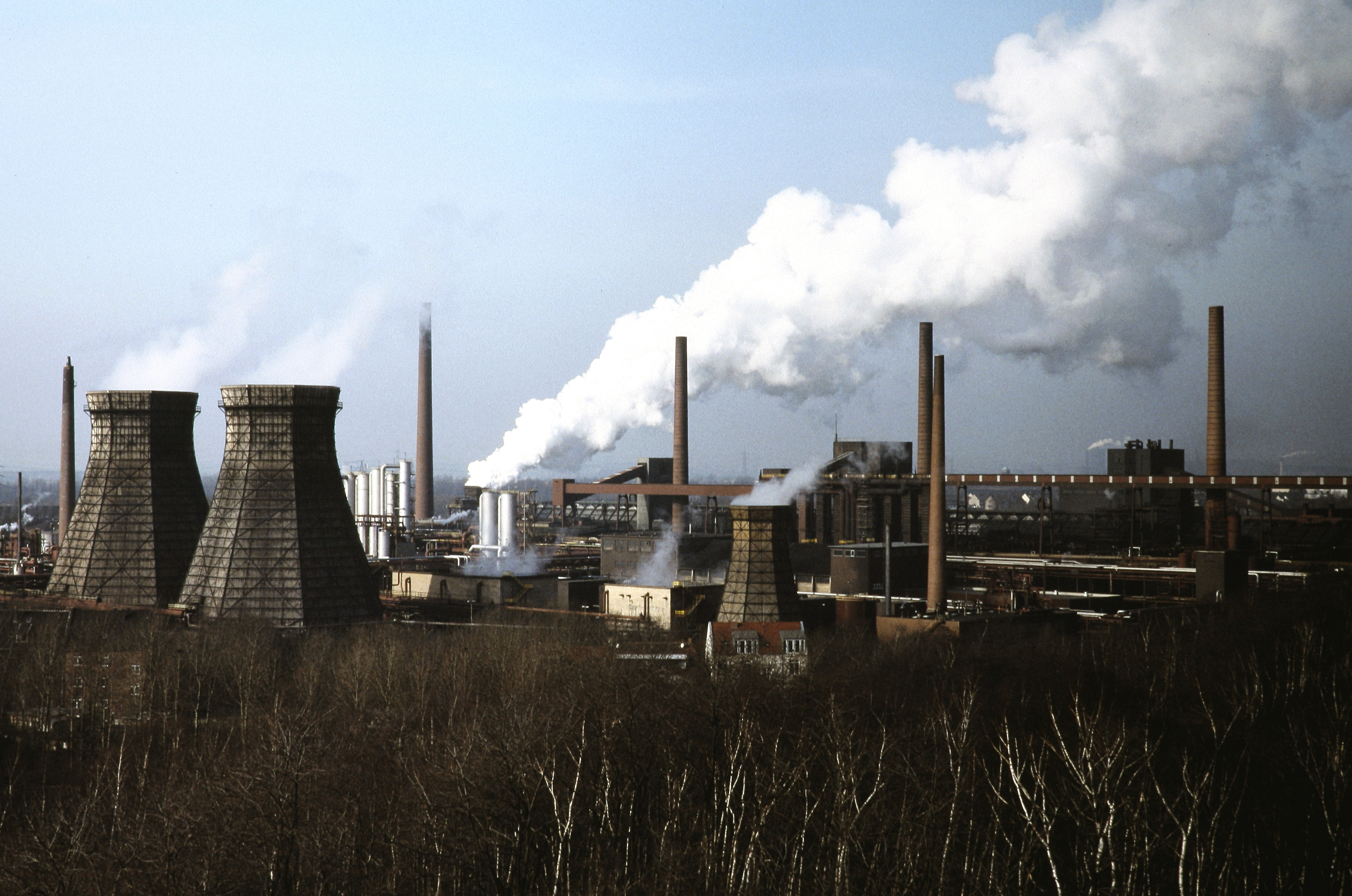
Kokerei 1992 beim Kokslöschen

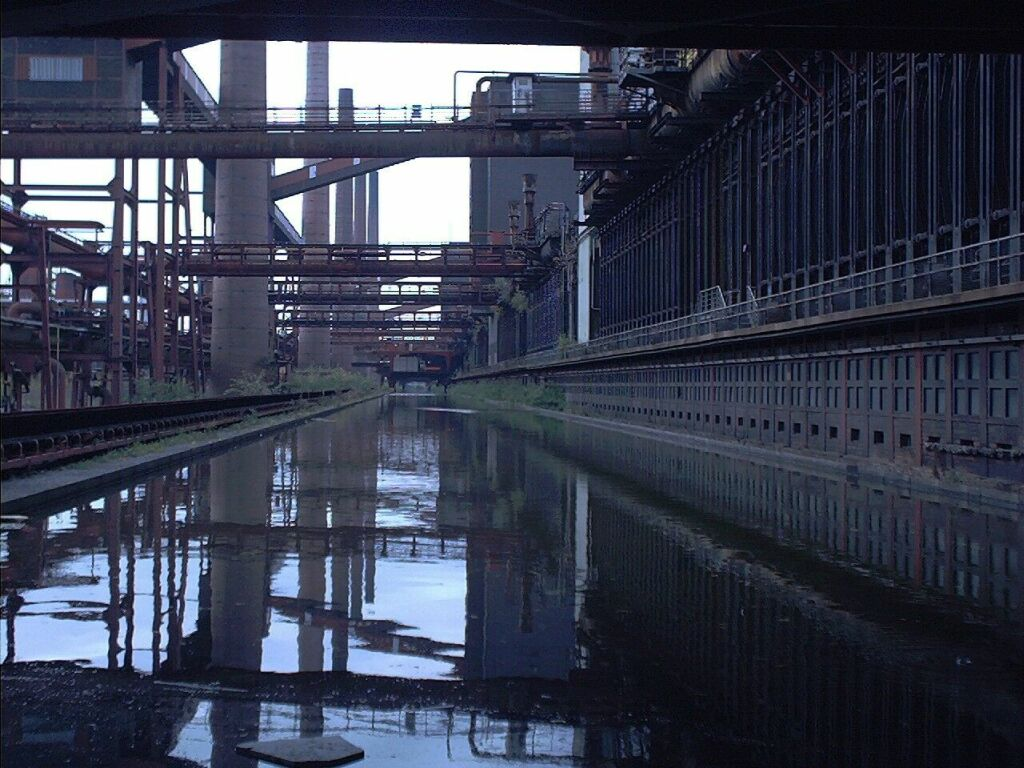
Druckmaschinengleis der Kokerei

Die Kokerei Zollverein in Essen war von 1961 bis 1993 aktiv und galt zu dieser Zeit als die modernste Kokerei Europas.
Sie ist heute ein Architektur-Welterbe und Industriedenkmal. Gemeinsam mit der unmittelbar benachbarten Zeche Zollverein wurde die ehemalige Kokerei im Jahr 2001 von der UNESCO zum Weltkulturerbe erklärt.

## Lage
Die Kokerei Zollverein liegt zwischen den Straßen Arendahls Wiese, Köln-Mindener Straße und Großwesterkamp im nordöstlichen Essener Stadtteil Stoppenberg. Unmittelbar angrenzend liegt zwischen den Straßen Arendahls Wiese, Fritz-Schupp-Allee, Gelsenkirchener Straße und Haldenstraße das Hauptgelände der Zeche Zollverein mit den Anlagen Schacht 12 und Schacht 1/2/8. Die drei Anlagen werden heute in der Regel als Gesamtensemble des Weltkulturerbes wahrgenommen.

## Geschichte
Die Kokerei wurde in den Jahren 1957 bis 1961 in Anbindung an die Zentralschachtanlage Zollverein XII errichtet. Die Gestaltung der Kokerei übernahm der Industriearchitekt Fritz Schupp. Am 12. September 1961 wurde der erste offizielle Ofen gedrückt. Im Jahre 1961 verfügte die Kokerei über 192 Koksöfen bei einer Kapazität von 5000 t Koks täglich. 1973 wurde die Zahl der Öfen von 192 auf 304 erweitert und die Leistung auf 8000 t Koks pro Tag erhöht. Zwischenzeitlich waren bis zu 1100 Menschen beschäftigt. Um 8000 t Koks zu erzeugen, benötigt man 10500 t Kokskohle (Fettkohle). Die Differenz von 10500 t zu 8000 t sind die flüchtigen Bestandteile Gas, Teer, Ammoniak, Schwefelwasserstoff und Benzol. Das Hauptprodukt Koks wurde für die Verhüttung in der Eisen- und Stahlgewinnung eingesetzt. Bis zu 4 Millionen Kubikmeter Kokereigas wurden täglich von Teer, Ammoniak (NH3), Schwefelwasserstoff und Rohbenzol gereinigt. Ein Teil des Gases (45 %), wurde zum Beheizen der Öfen verbrannt. Die Temperatur betrug dort 1350 °C, um die Temperaturen von 1000 bis 1100 °C in den Öfen aufrechtzuerhalten. Der übrige Teil (55 %) des Gases wurde in einer Verdichteranlage auf 8 Bar komprimiert und ins Ferngasnetz der  Ruhrgas AG eingespeist. Die Nebenprodukte wie Rohteer und Rohbenzol wurden an die chemische Industrie verkauft. Ammoniak wurde zu Ammoniumsulfat als Düngemittel für die Landwirtschaft umgewandelt. Der Schwefelwasserstoff wurde zu Schwefelsäure verarbeitet.
Aufgrund der Stahlkrise in den 1990er Jahren und der damit fallenden Koksnachfrage wurde die Kokerei am 30. Juni 1993 stillgelegt.
Seit Oktober 2006 beherbergt der ehemalige Leitstand der Kokerei das Erwin L. Hahn Institute for Magnetic Resonance Imaging. Diese Forschungseinrichtung der Universität Duisburg-Essen und der Radboud-Universität Nijmegen entwickelt Geräte und Verfahren für die Magnetresonanztomographie.

## Weltkulturerbe

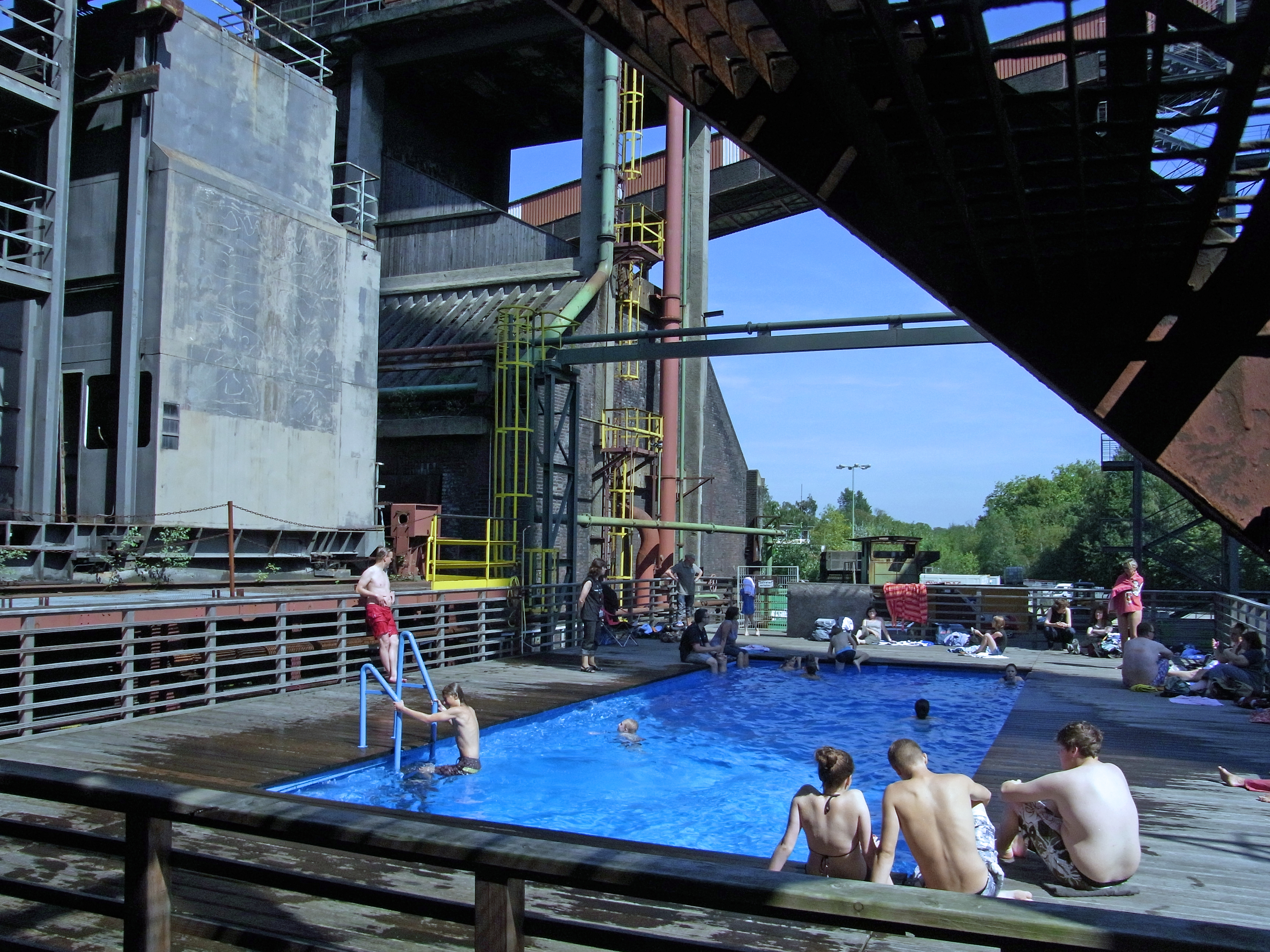
Das Werksschwimmbad

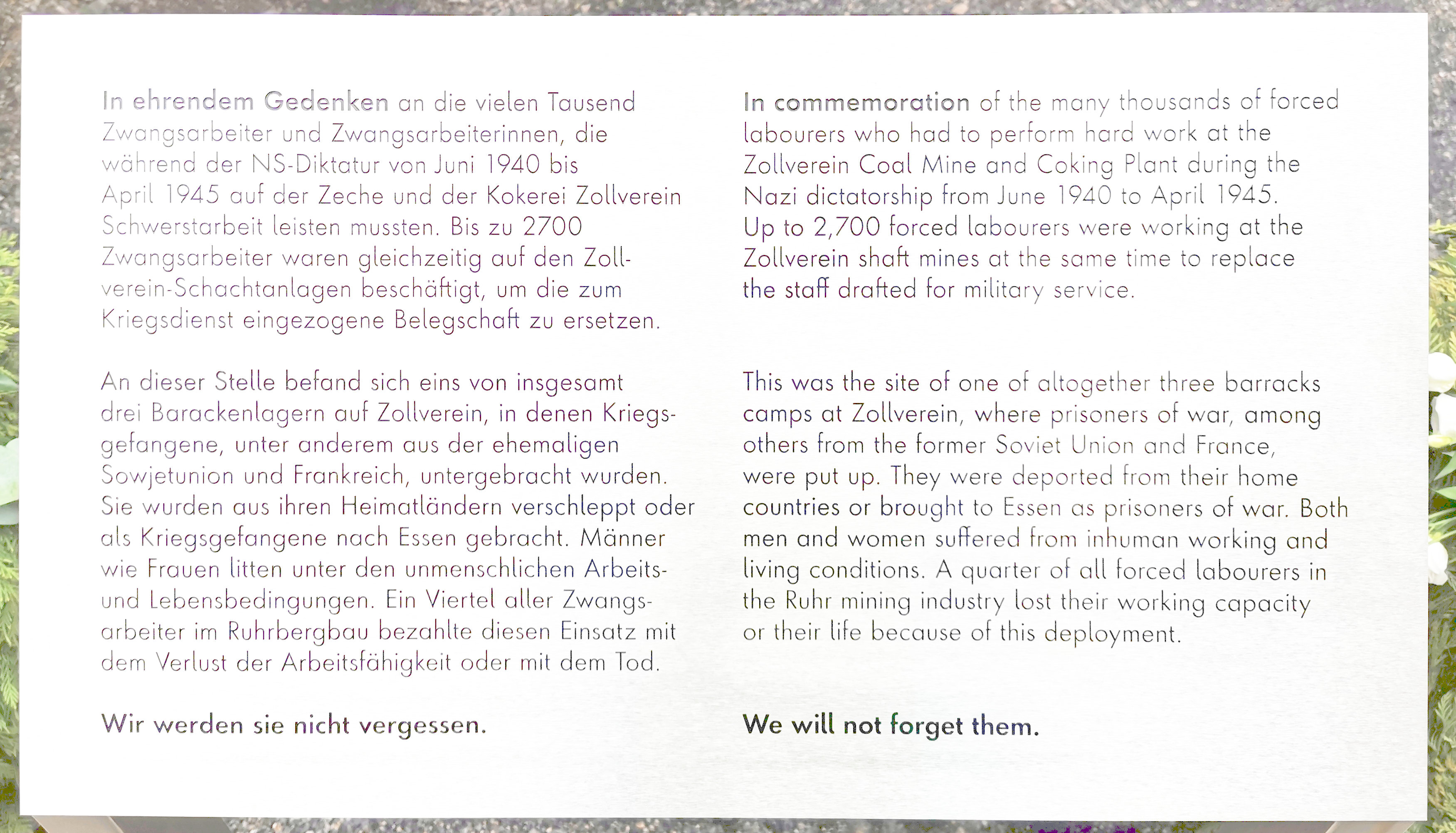
Gedenktafel Barackenlager auf der Kokerei Zollverein

Nach der Stilllegung übernahm das Land Nordrhein-Westfalen das Gelände von der damaligen Ruhrkohle AG. Die Anlage sollte nach China verkauft werden, doch es kam nicht zum Vertragsabschluss. Die Internationale Bauausstellung Emscher Park sprach sich für den Erhalt der Kokerei aus.
Das Land stellte die Anlage schließlich unter Denkmalschutz. Die Baugesellschaft Bauhütte Zeche Zollverein Schacht XII GmbH beendete im Jahr 1999 ihre Sanierungstätigkeit auf Zollverein. Die 2001 gegründete Entwicklungs-Gesellschaft Zollverein mbH (EGZ) sowie die Stiftung Zollverein und die Stiftung Industriedenkmalpflege und Geschichtskultur wurden für den weiteren Erhalt und die Nutzung der stillgelegten Anlagen zuständig. Im selben Jahr wurde die Installation „Werksschwimmbad“ der Frankfurter Künstler Dirk Paschke und Daniel Milohnic am östlichen Kokereiende eingeweiht. Hier hat in den Sommerferien die Bevölkerung Gelegenheit, in einem 140 Kubikmeter fassenden Schwimmbecken aus Industriecontainern kostenlos zu baden.
Am 31. August 2002 wurden Zeche und Kokerei Zollverein in die Liste des Kultur- und Naturerbes der Welt aufgenommen. Der Zollvereinkomplex ist auch Ankerpunkt der Europäischen Route der Industriekultur sowie Station der Route der Industriekultur. Eine Kooperationsvereinbarung zwischen der Stiftung Zollverein und der RAG Montan Immobilien GmbH ist Grundlage der Weiterentwicklung des Standortes als Teil des Weltkulturerbes.
In der ehemaligen Mischanlage ist ein Infopunkt sowie ein Café-Restaurant untergebracht. Weitere kulturelle und touristische Angebote sind:
- der Denkmalpfad in der Kokerei (Beginn an der Mischanlage). Im Juni 2023 wurde der „Denkmalpfad Kokerei“ um zwei weitere Stationen (4 und 5) erweitert, die zeigen, wie die Kokerei arbeitete, nämlich die neue Station „Nebenprodukte“ und die Station „Verkokung“.[2]
- das „Werksschwimmbad“ der Frankfurter Künstler Dirk Paschke und Daniel Milohnić, eröffnet 2001 im Rahmen des Kunstprojekts Zeitgenössische Kunst und Kritik, besteht aus zwei zusammengeschweißten Überseecontainern, geöffnet von Anfang Juli bis Mitte September
- das Sonnenrad, ein 1999 eröffnetes nabenloses Riesenrad mit 14 Gondeln, das sich durch die ehemalige Koksofenbatterie 9 dreht, geöffnet nur im Sommer an den Wochenenden. Seit 2010 ist das Sonnenrad geschlossen. Ob es wieder in Betrieb geht, ist unsicher, da es nach Ansicht der Behörden nicht zur ursprünglichen Architektur gehört, also nichts mit dem Verfahren zur Koksherstellung zu tun hat und somit auch nicht zum Denkmalschutz zählt. Es wird abgebaut und damit dem Ausbau des Denkmalpfads auf der Kokerei weichen.
- die Eisbahn auf dem wassergefüllten Druckmaschinengleis, geöffnet Anfang Dezember bis Anfang Januar
- die Rauminstallation The Palace of Projects des Künstlerpaars Ilja und Emilia Kabakow als Dauerausstellung im Salzlager